# Kostel svaté Anny (Pustá Kamenice)
Barokní kostel Svaté Anny v Pusté Kamenici ze 17. století, lidově též nazýván „červená kaple“ se nachází na malém návrší (634 m n. m.) na východním konci obce. Je ojedinělou ukázkou pronikání vysoké architektury do venkovského prostředí. Půdorys kostela má tvar řeckého kříže a je zmenšenou kopií chrámu svatého Petra v Římě. Nad kněžištěm je vyklenuta 12 metrů vysoká kopule, střecha je sedlová, pokrytá břidlicí, zvonice je oplechovaná. Vnitřní vybavení je novogotické a pochází z 19. století. V interiéru se nachází obraz madony z konce 17. století, další část interiéru pochází z roku 1884–1888. Celý vnitřní prostor je proveden polychromovou úpravou. Kostel je v seznamu kulturních památek od roku 1964. Součástí areálu jsou hřbitovy, katolický a evangelický a dříve i fara, která je nyní v soukromých rukou. V 19. století byla ve svahu za farou velká okrasná zahrada – park. Kostel patří do farnosti Pustá Kamenice, která je spravována excurrendo z farnosti v Krouně. V kostele se pravidelně konají bohoslužby.

## Historie
Původní dřevěný kostelík, vystavěný zdejšími horníky a uhlíři, se zde poprvé připomíná v roce 1350, zanikl po roce 1677. Současný římskokatolický kostel byl vystavěn v letech 1680–1690 za přispění Františka Antonína Berky z Dubé, pána Rychmburku (znak je na portále kostela) je zděný ze smíšeného zdiva v raně barokním slohu. Od té doby proběhlo mnoho úprav a přestaveb.
Barokní úpravy byly provedeny roku 1763, kdy vznikl typický průčelní barokní štít, v uvedeném roce byl kostel opraven zásluhou hraběte Filipa Kinského. Další významná přestavba kostela je z roku 1883. V letech 1995 až 1997 proběhla na kostele svaté Anny rozsáhlá generální oprava, byla opravena střecha včetně klempířských prvků a nátěrů plechových částí a byla provedena úplně nová vnější fasádní omítka. Další opravy proběhly v létech 2003 až 2004
Kostel byl od 18. století hojně využíván i ze sousedních obcí, zejména Rychnova, František, Čachnova a Rudy, což dokládají záznamy o svatbách a pohřbech v dobových matrikách.

## Zajímavosti
Kostel pravidelně navštěvoval český herec Radovan Lukavský, který měl chalupu na blízkém Čachnově.

## Doprava
Pustá Kamenice leží při silnici 34. V obci jsou autobusové zastávky Pustá Kamenice, Pec, odb. a Pustá Kamenice, točna, se spoji do Hlinska, Čachnova a Poličky. Železniční zastávky Pustá Kamenice a Pustá Kamenice zastávka jsou vzdálené asi 600 m od kostela a leží na trati Žďárec u Skutče - Polička (označená číslem 261). Silnicí pod kostelem vede cyklotrasa č. 4105 Oldříš – Pec.

## Galerie

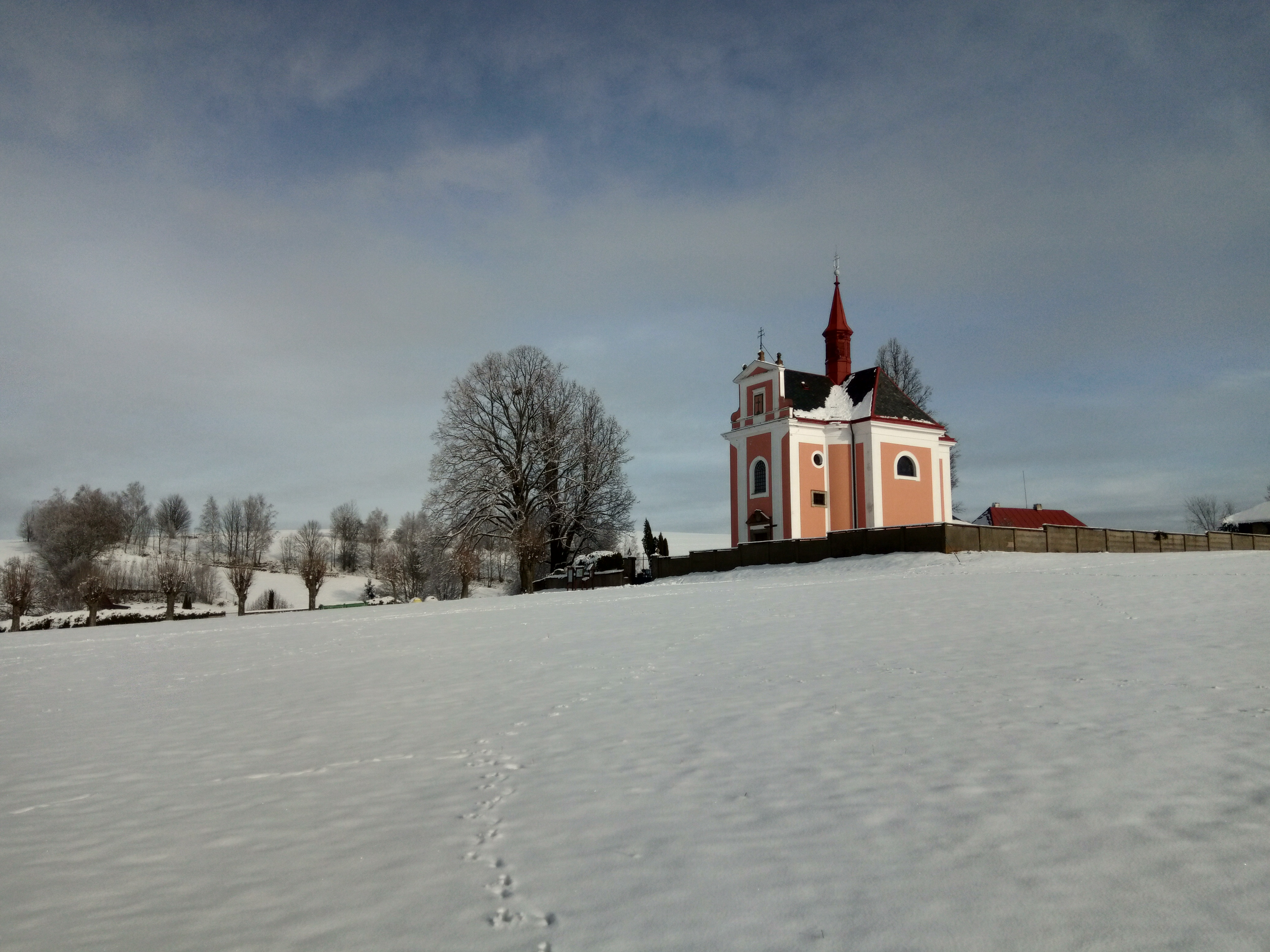
Celkový pohled na návrší s kostelem od jihozápadu, vlevo mohutné lípy, vpravo střecha bývalé fary
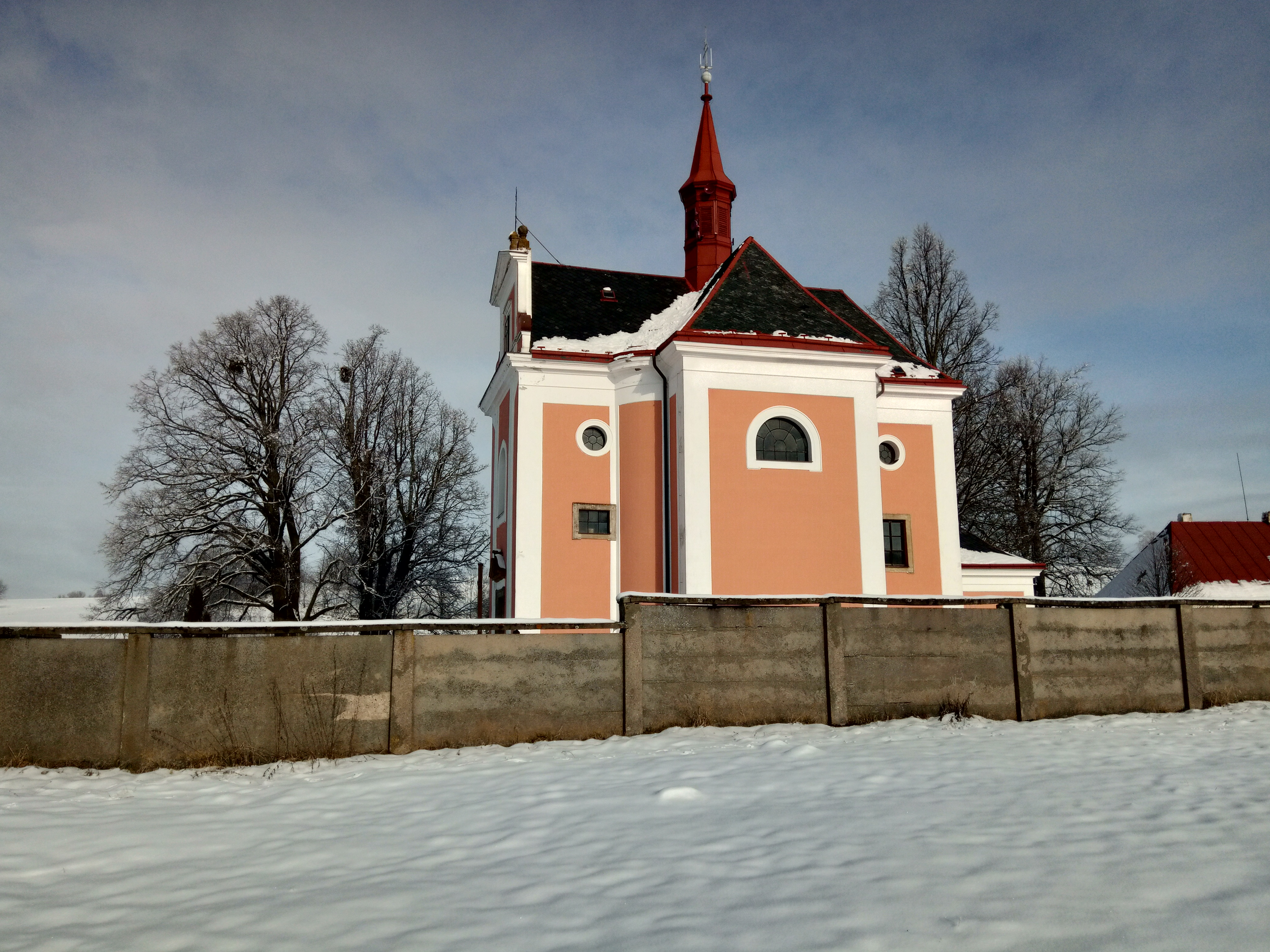
Pohled od jihu na boční stěnu kostela a hřbitovní zeď
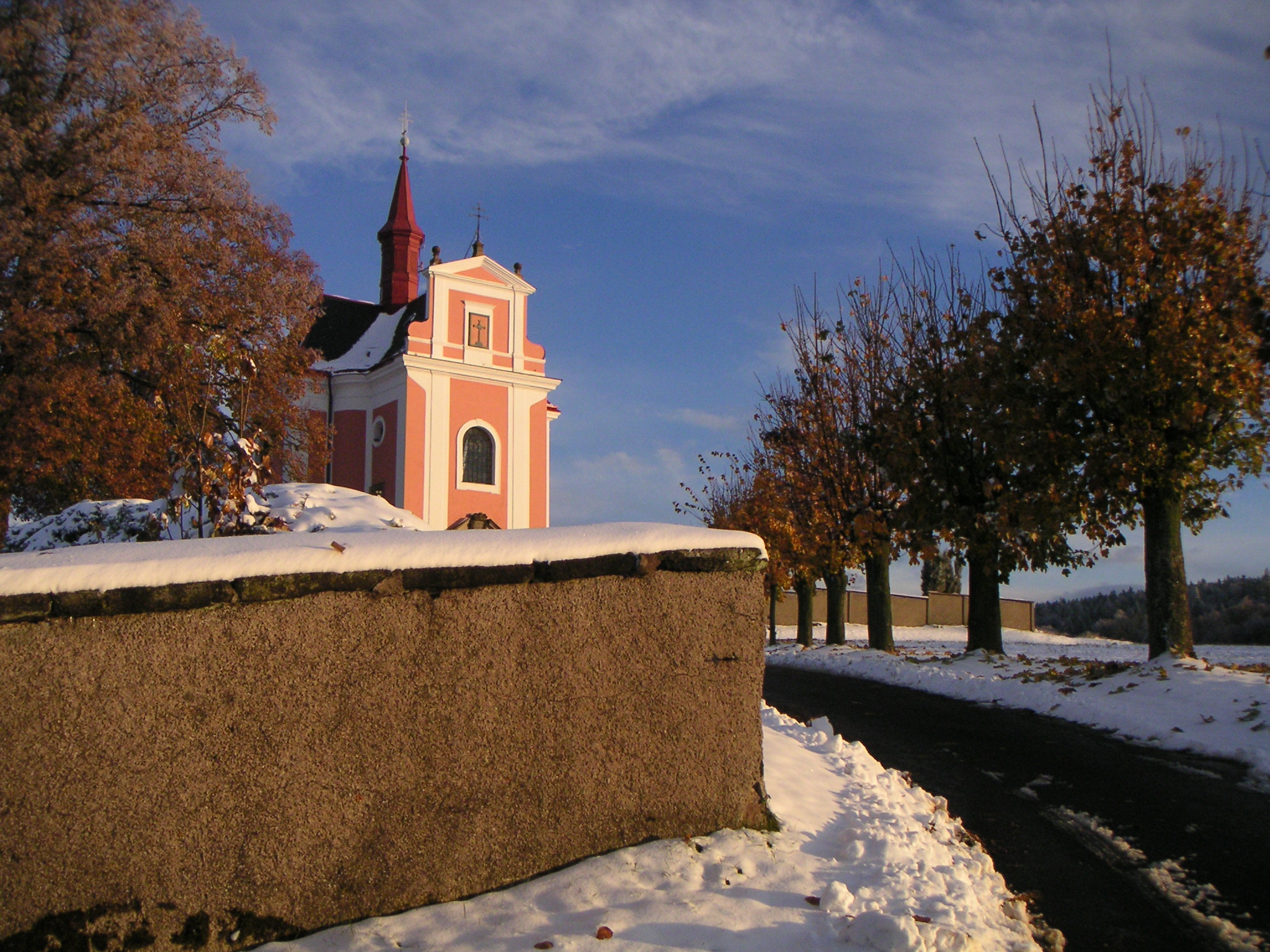
Pohled od zdi evangelického hřbitova, zima 2012
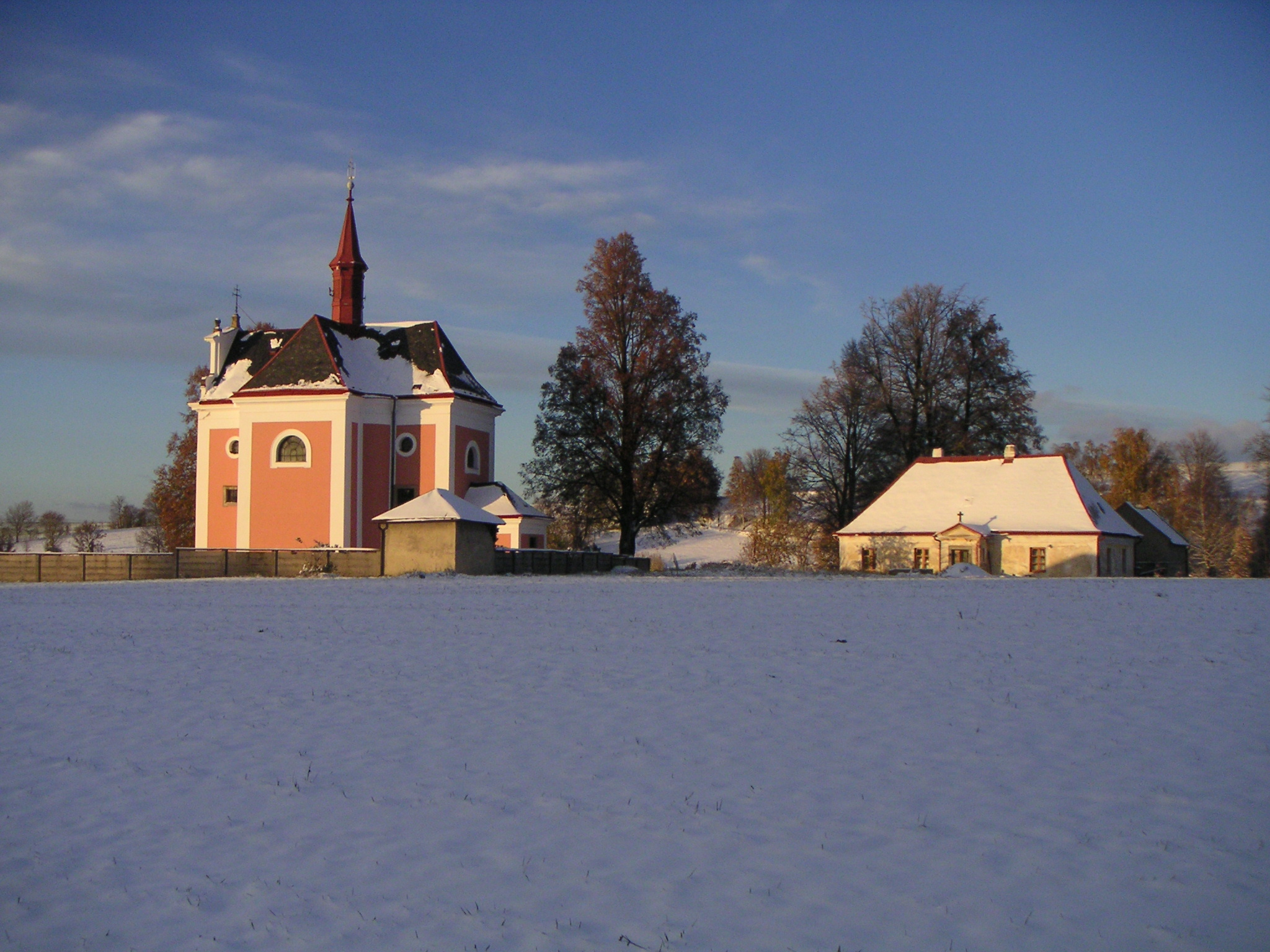
Pohled na kostel a faru, původní stav v roce 2012
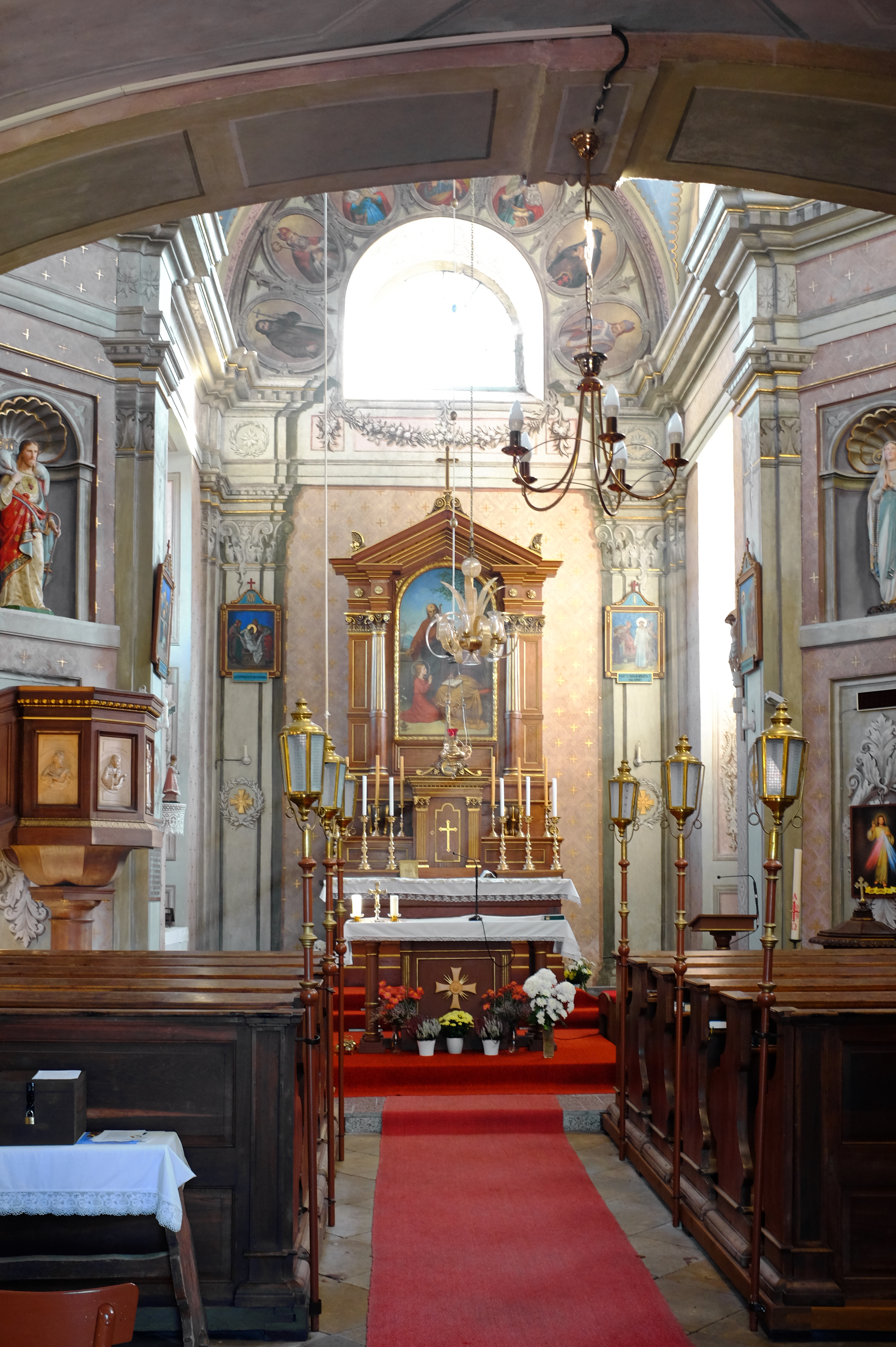
Interiér kostela